# Marché du film classique
Pour les articles homonymes, voir MFC.
Le Marché du film classique, également appelé MFC, est un événement destiné aux professionnels durant le Festival Lumière. La première édition a eu lieu en 2013.

## Description
Chaque année pendant trois jours, « les professionnels du cinéma (producteurs, distributeurs, exploitants, diffuseurs TV et VOD, éditeurs DVD-Blu-ray, ayants droit, institutionnels…) sont invités à débattre et discuter sur l’état présent et l’avenir de l’exploitation du cinéma classique, ses défis et ses perspectives dans un environnement en pleine mutation »,,.
Il a lieu du mercredi au vendredi et se déroule dans l'espace MFC, juste en face de l'Institut Lumière. Le jeudi après-midi est consacré à la présentation du line-up des distributeurs.
Pour sa cinquième édition, en 2017, le MFC devient le MIFC (Marché International du Film Classique) et sa durée est augmentée d'une journée, soit quatre jours en ouvrant le mardi.
Lors de la septième édition, en 2019, un nouveau village est construit à côté de celui du Festival Lumière ; il est entièrement consacré au MIFC ainsi qu'à la première édition du Salon du DVD, et possède une salle de projection équipée entièrement destinée aux screenings et démonstrations.
400 professionnels se rencontrent en 2020 et 450 en 2021,.

## MFC 2013
Première édition du marché du film classique,.
Exposants
- Carlotta Films
- Gaumont
- Lumières numériques

## MFC 2014
Seconde édition du marché.
Exposants
- Carlotta
- Gaumont
- Lumières numériques
- Malavida

## MFC 2015
La troisième édition du marché du film classique a eu lieu du 14 au 16 octobre 2015.
Exposants
- ADRC - AFCAE
- Arcadès Direct
- Artedis - Panoceanic Films
- Eye International
- Ficam
- Gaumont
- Gravel Road Entertainment group
- LaCinetek
- LCJ Editions
- Lena Films
- Lumières numériques
- Malavida
- Mosfilm
- Mubi
- Polish Cinema Classics
- Reel suspects
- Sidonis Calysta Productions
- Tamasa Distribution
- The Festival Agency

Tables rondes 
- Conservation, numérisation, restauration des films classiques : quels financements ?
- L'avenir du passé : comment retrouver les ayants droit (œuvres orphelines, droits en déshérence...) ?
- Conservation, numérisation, restauration des films classiques : quelles évolutions techniques ? Enjeux et témoignages.
- "Regards croisés" sur la restauration sonore.

## MFC 2016
La quatrième édition du marché du film classique a eu lieu du 12 au 14 octobre 2016.
Exposants
- 13 entertainment
- ADRC - AFCAE
- Arcadès
- Artédis
- Eclair
- Eye Filmmuseum
- Ficam
- Gaumont
- La cinetek
- LCJ Editions
- L'Immagine Ritrovata
- Lumières numériques
- Malavida
- Mosfilm
- Polish Cinema Classics
- Sidonis Production
- Tamasa Distribution
- The Festival Agency

Tables rondes / rencontres
- Exploitation des films classiques : cessation d’activité, liquidation judiciaire, rachat de catalogue, quelles conséquences ?
- État des lieux : panorama par territoire du marché du film classique (distribution, exploitation salle, DVD/Blu-ray, TV et VOD, festivals) en France et dans le monde.
- Films de patrimoine : promotion, marketing, communication : quels moyens ? Quels enjeux ?
- Les laboratoires à l'honneur : Coup de projecteur sur les restaurations récentes
- Étude de cas : Céline et Julie vont en Bateau de Jacques Rivette (1974) présenté par Régine Vial, directrice de la distribution aux films du Losange
- Le matériel - enjeu de la non-exploitation - Causes ou conséquences ? Cessation d'activité - Déshérence - Abandon - Obsolescence

## MIFC 2017
La cinquième édition du Marché International du Film Classique a eu lieu du 17 au 20 octobre 2017 avec 350 professionnels et 21 pays représentés.

## MIFC 2018
La sixième édition du Marché International du Film Classique a eu lieu du 16 au 19 octobre 2018 avec la Pologne (Pilish Film Institute) comme pays invité.

## MIFC 2019
La septième édition du Marché International du Film Classique a eu lieu du 15 au 18 octobre 2019 avec l'Allemagne (Goethe Institut, Deutsche Kinemathek) comme pays invité.

## MIFC 2020
La huitième édition du Marché International du Film Classique a eu lieu du 13 au 16 octobre 2020 avec le Portugal comme pays invité.

## MIFC 2021
La neuvième édition du Marché International du Film Classique a eu lieu du 12 au 15 octobre 2021 avec la Suisse comme pays invité.

## MIFC 2022
La dixième édition du Marché International du Film Classique a eu lieu du 18 au 21 octobre 2022 avec l'Espagne comme pays invité.

## MIFC 2023
La onzième édition du Marché International du Film Classique a eu lieu du 17 au 20 octobre 2023 avec un grand plan sur la Suède, ainsi, qu'en invitées spéciales, Hella Wenders et Claire Brunel, les co-directrices de la Fondation Wim Wenders.
Le village accueille la 5e édition du Salon du DVD, le dimanche 15 octobre.

## MIFC 2024
La onzième édition du Marché International du Film Classique a eu lieu du 15 au 18 octobre 2024 avec la Lituanie comme pays invité, ainsi, qu'en invitées spéciales, Cassandra Moore, Vice-présidente Mastering & Archive chez NBCUniversal, et Anna Marsh, Directrice générale de Studiocanal et Directrice Générale Adjointe du Groupe Canal+.
Le village accueille la 6ème édition du Salon du DVD, le dimanche 15 octobre, avec 24 exposants (Les Alchimistes, Artus Films, Carlotta Films, Cultpix, Condor Films, ESC Editions, Eurozoom, Extralucid Films, Klubb Super8, L’atelier d’images, Les films du Camélia, Malavida, Metropolitan Filmexport, Pathé, Potemkine, Pyramide, Rimini Editions, Roboto Films, Seven7, Sidonis, Studio Canal, Tamasa, The Jokers et UFO Distribution), et attire 1 886 visiteurs, un chiffre en hausse de 15% par rapport à l'édition précédente.